# Сабу (режиссёр)
Сабу (яп. サブ, настоящее имя — Хироюки Танака, яп. 田中博行, Танака Хироюки, 18 ноября 1964 года, префектура Вакаяма, Япония) — японский режиссёр, сценарист и актёр. Лауреат международных и национальных кинофестивалей.

## Биография
Родился в префектуре Вакаяма. Хироюки Танака учился в школе моды города Осака, прежде чем поехать в Токио, чтобы стать профессиональным музыкантом.
Не имеет профессионального кинообразования. Перед тем как выступить в качестве режиссёра, снимался с 1986 года в качестве актёра. Впервые сыграл главную роль в фильме «World Apartment Horror» (яп. ワールド・アパートメント・ホラ) режиссёра Кацухиро Отомо в 1991 году. Сыграл второстепенную роль в культовом фильме режиссёра Киёси Куросавы «Пульс» (2001) и роли второго плана в нескольких фильмах Такаси Миикэ («Тайный мир Синдзюку», «Убийца Ити»). Как актёр использует имя, данное при рождении, — Хироюки Танака, играет хладнокровных бандитов. Использует творческий псевдоним «Сабу» как режиссёр и сценарист с 1996 года.
В ранних фильмах режиссёра обычные люди внезапно оказываются в абсурдных ситуациях и пытаются бежать оттуда в привычный для себя мир. Кинокритики отмечают уникальное визуальное решение и оригинальный юмор фильмов режиссёра. Они часто сравнивают Сабу с другими режиссёрами «поколения Китано», такими, как Киёси Куросава.
Герой фильма «Почтальонский блюз» — заурядный разносчик писем, который встретил старого друга, ставшего наркодилером. Он подбрасывает в сумку почтальона пакет с наркотиками и отрезанный палец. Героя подозревают в убийстве, а сам он оказывается в опасности. В фильме «Несчастная обезьяна» двое преступников решают ограбить банк. Грабёж идет не по плану, но деньги оказываются в руках героя фильма — одного из преступников. Убегая от полиции, он случайно наносит смертельный удар ножом молодой девушке. Эта линия пересекается с другой — трое якудза по ошибке убили лидера противоборствующей банды. В фильме «Вождение» к молодому человеку подсаживаются трое бандитов в масках и приказывают догнать ещё одного члена банды, который бежал, похитив украденные деньги.

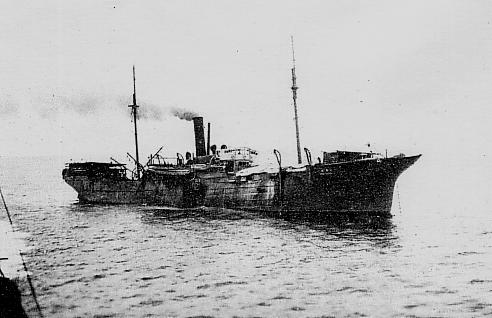
Корабль, на борту которого происходили события повести и фильма «Краболов» в реальности

Наиболее известным из ранних фильмов режиссёра является «Понедельник». В этом фильме герой, пробудившись в отеле, не может понять, где он находится и что с ним произошло. Постепенно в его сознании всплывают события: вечеринка среди гангстеров, убийство. Целую главу этому фильму посвятил американо-японский киновед Дайсукэ Мияо, профессор Орегонского университета, в своей книге «The Oxford Handbook of Japanese Cinema». Фильм стал обладателем приза ФИПРЕССИ на Берлинском кинофестивале в 2000 году.
Начало резкой смены стиля режиссёра кинокритики отмечали в фильме «Колокол благословения» (2002). Главный герой — простой работяга, оказавшийся в жизненном тупике после закрытия фабрики, на которой он работал. Фильм отличается отсутствием динамизма и чёрного юмора, характерных для его прежних работ, критики отмечали его сходство с медленным и лиричным японским артхаусом. Фильм получил приз Берлинского кинофестиваля в 2003 году.
В 2005 году снял фильм «Смертельный побег». Он рассказывает о подростке, который живёт в японском захолустье. Якудза пытаются выкупить землю, чтобы создать здесь «элитный район». Герой сближается с местным католическим священником, про которого говорят, что он убийца, и девочкой, родители которой покончили с собой. В фильме создана мрачная и реалистическая атмосфера. В этом же году поставил фильм «Неудачное ограбление», — два грабителя в канун Рождества, переодевшись в Санта-Клаусов, ограбили банк, но эвакуатор забрал их автомобиль, что заставило их спрятать добычу в камере хранения. Это приводит к непредсказуемым последствиям. В фильме снимались музыканты из идол-группы V6.
После почти пятилетнего перерыва режиссёр снял в 2009 году политический фильм «Краболов» по одноимённой повести Такидзи Кобаяси, написанной в 1929 году, в основе которой лежали реальные события (существует также фильм 1953 года, снятый в стиле социального реализма), книга была переиздана в 2008 году тиражом в 500 тысяч экземпляров. Фильм рассказывает о борьбе японских рыбаков за свои права. Автор книги состоял в Коммунистической партии Японии, был арестован и умер под пытками. В интервью о фильме Сабу сказал, что не читает мангу и романы, но назвал музыку основным источником вдохновения:

«Когда я пишу сценарий, то всегда во время прослушивания музыки. А когда я использую её в фильме, то музыка играет на радио в автомобиле, или это звук поезда, шум города, а не фоновая музыка».— America’s First Major Retrospective of Japan’s Explosive Film Auteur Features 6 Films with 1 International Premiere
Фильм получил положительные рецензии кинокритиков.
В 2010 году Сабу поставил фильм «Брошенный кролик». В основе фильма — дзёсэй-манга Юми Униты, выходившая в женском журнале Feel Young с октября 2005 по апрель 2011 года. Герой фильма после долгого перерыва приходит в свой дом на похороны деда. Он встречает в саду девочку, которая является внебрачной дочерью умершего, кто её мать — неизвестно. Никто из родственников не хочет взять к себе девочку, это решает сделать Дайкити. Кинокритики сравнивали фильм с «Малышом» Чарли Чаплина.
В 2013 году Хироюки Танака снял апокалиптический фильм ужасов «Мисс Зомби». В обществе, поражённом загадочным вирусом, появляется новый слой жителей — зомби, но и они разделяются на классы в зависимости от степени агрессивности. Предприниматели пытаются приобщить к труду в домашнем хозяйстве наиболее безобидную часть заражённого населения. Фильм стал победителем фестиваля Фантаспорто в номинации «Лучший фильм», стал обладателем Гран-при на Международном кинофестивале в Жерармере и получил приз жюри на Dhaka International Film Festival в 2014 году.

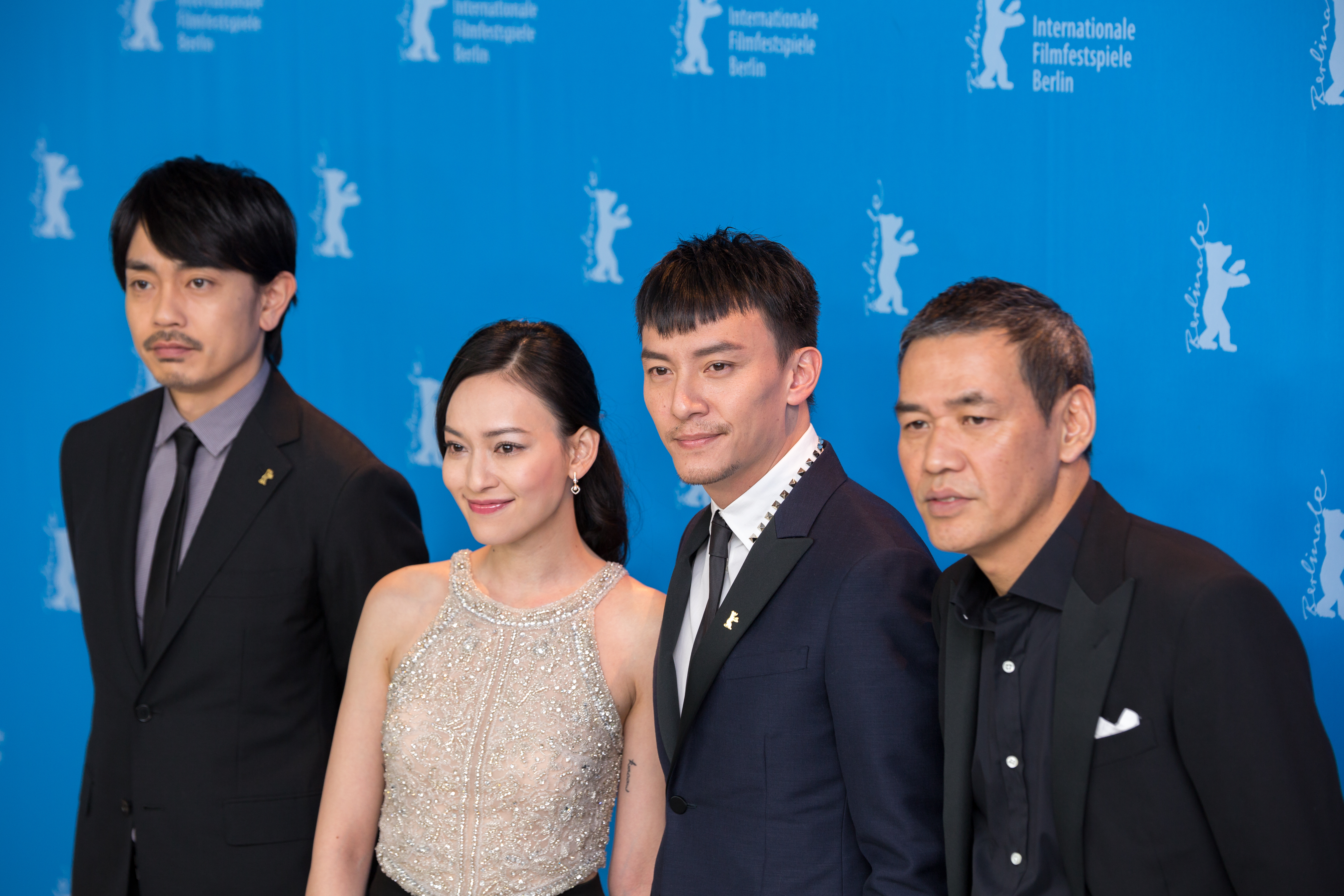
Хироюки Танака представляет фильм «Мистер Лонг» на Берлинале-2017

Фильм режиссёра «Путешествие Тясукэ» был представлен в конкурсной программе Берлинского международного фестиваля и удостоился нескольких наград фестиваля Фантаспорто. Главный герой фильма — ангел, который приходит в земной мир, чтобы спасти от гибели девушку, в которую он влюбляется. Фильм «Мистер Лонг» был представлен на Берлинском международном фестивале 2017 года.
На Чикагском международном фестивале 2000 года была показана ретроспектива фильмов режиссёра. Ретроспектива фильмов режиссёра, организованная Обществом Японии, также была проведена в США в 2011 году.

## Особенности творчества
Судьба всегда является одним из главных героев фильмов режиссёра. Часто персонажи кажутся лишь марионетками в её руках. Для фильма Сабу обычно характерны: серьёзность поставленной проблемы, чёрный юмор. Смех часто вызывает не диалог, а сама ситуация. Сюжетные линии выстроены тщательно и детально продуманы, но часто завершаются абсурдным финалом. Действие обычно происходит линейно, но всегда содержит отсылки к прошлому. Сюжет часто (особенно в ранних фильмах) связан с криминальным миром. Героями ранних фильмов режиссёра являются якудза (при этом сами фильмы основаны на развенчании образа сильной личности подобного героя, который показан как разочарованный и уставший человек, сняты в жанре чёрной комедии). Последние фильмы стилистически более разнообразны, среди них мелодрама, фильм ужасов и лиричный фэнтези. Также Сабу написал сценарий и снял короткий научно-фантастический фильм «A1012K» (2002).
Главные роли в первых пяти его фильмах сыграл актёр Синъити Цуцуми, который ранее был известен главным образом как театральный актёр. Когда кинокритик попросил Цуцуми описать Сабу в одном слове, то он ответил: «Гений!». В большинстве фильмов режиссёра присутствует роль для японских актёров Рэна Осуги и Сусуму Тэрадзимы (постоянных актёров Такэси Китано).
Фильм «Почтальонский блюз» содержит явные ссылки на классику японского кино, — такие фильмы как «Кайдан» (Масаки Кобаяси, 1964), «Рождённый убивать» (Сэйдзюн Судзуки, 1967) и даже «Чунгкингский экспресс» (Вонг Карвай, 1994). В фильме «Краболов» кинокритики обнаружили цитаты из «Новых времён» Чарли Чаплина и «Метрополиса» Фрица Ланга, «Броненосца Потёмкина» Сергея Эйзенштейна.

## Фильмография в качестве режиссёра
| Год  |     | Русское название      | Оригинальное название                                               | Роль                       |
| ---- | --- | --------------------- | ------------------------------------------------------------------- | -------------------------- |
| 1996 | ф   | Нон-стоп              | яп. 弾丸ランナー                                                    | режиссёр, сценарист, актёр |
| 1997 | ф   | Почтальонский блюз    | яп. ポストマンブルース                                              | режиссёр, сценарист, актёр |
| 1998 | ф   | Несчастная обезьяна   | яп. アンラッキー・モンキー                                          | режиссёр, сценарист        |
| 2000 | ф   | Понедельник           | яп. Monday                                                          | режиссёр, сценарист        |
| 2002 | ф   | Вождение              | яп. Drive                                                           | режиссёр, сценарист, актёр |
| 2002 | ф   | Колокол благословения | яп. 幸福の鐘                                                        | режиссёр, сценарист        |
| 2002 | кор | A1012K                | яп. A1012K                                                          | режиссёр                   |
| 2003 | ф   | Герой-неудачник       | яп. ハードラックヒーロー                                            | режиссёр, сценарист        |
| 2005 | ф   | Смертельный побег     | яп. 疾走                                                            | режиссёр, сценарист        |
| 2005 | ф   | Неудачное ограбление  | яп. ホールドアップダウン                                            | режиссёр, сценарист        |
| 2009 | ф   | Краболов              | яп. 蟹工船                                                          | режиссёр, сценарист        |
| 2010 | с   | Неудачник             | яп. トラブルマン                                                    | режиссёр, сценарист        |
| 2010 | ф   | Брошенный кролик      | яп. うさぎドロップ                                                  | режиссёр, сценарист        |
| 2013 | ф   | Мисс Зомби            | яп. Miss Zombie                                                     | режиссёр, сценарист        |
| 2015 | ф   | Путешествие Тясукэ    | яп. 天の茶助                                                        | режиссёр, сценарист        |
| 2016 | ф   | Счастье               | англ. Happiness — международное прокатное название                  | режиссёр, сценарист        |
| 2017 | ф   | Мистер Лонг           | кит. трад. 龙先生 (Ryu-san), англ. Mr Long — международное название | режиссёр, сценарист        |
| 2018 | ф   | Джем                  | англ. Jam — международное прокатное название                        | режиссёр, сценарист        |